# Saginaw (Texas)
Saginaw (frequentemente nota come Eagle Mountain-Saginaw) è un comune (city) degli Stati Uniti d'America della contea di Tarrant nello Stato del Texas. È un sobborgo interno di Fort Worth. La popolazione era di 19.806 abitanti al censimento del 2010.

## Geografia fisica
Secondo lo United States Census Bureau, ha un'area totale di 7,56 mi² (19,58 km²).

## Storia
La città fu rinominata Saginaw nel 1882 da Jarvis J. Green (dopo che la sua prima scelta di "Pontiac" fu respinta dallo United States Postal Service), che aveva vissuto e lavorato in Saginaw Street a Pontiac, Michigan. Il nome Saginaw deriva dalla lingua degli Ojibwe e significa "fluire". È anche il nome di un fiume, una baia e una città nel Michigan.

## Società

### Evoluzione demografica
Secondo il censimento del 2010, la popolazione era di 8.249 abitanti.

### Etnie e minoranze straniere
Secondo il censimento del 2010, la composizione etnica della città era formata dal 78,4% di bianchi, il 7,7% di afroamericani, l'1,1% di nativi americani, lo 0,8% di asiatici, l'8,6% di altre razze, e il 3,3% di due o più etnie. Ispanici o latinos di qualunque razza erano il 20,9% della popolazione.